# La gaviota (película de 1955)
La gaviota es una película musical mexicana de 1955 producida y dirigida por Raúl de Anda y protagonizada por María Antonieta Pons y Joaquín Cordero.

## Argumento
Gaviota (María Antonieta Pons), una muchacha huérfana recogida por un matrimonio dueño de un hotel en un puerto y a la que hacen trabajar sin tregua, entabla relaciones ilícitas con Don Carlos (Dagoberto Rodríguez), un pintor, mientras su novio Antonio (Joaquín Cordero) que ha obtenido trabajo en un barco, se encuentra de viaje. Justamente cuando anuncian su próximo matrimonio, llega la esposa legítima del pintor y tiene que marcharse con ella a la ciudad para tramitar el divorcio y casarse con Gaviota. Antes, le deja una carta explicándole todo junto con gran cantidad de dinero que sirve de tentación a los dueños del hotel que se lo apropian rompiendo la carta. A los pocos días la mujer encuentra al marido tratando de seducir a la joven; enfurecida la insulta y bota de la casa. Gaviota se dedica a trabajar en un cabaret, en donde la encuentra el novio que ha regresado. Enterado de todo y ya dispuesto a perdonar, es herido en una riña y queda paralítico. Al saber que el pintor ha vuelto divorciado y dispuesto a casarse con la muchacha, decide sacrificarse y hacer que ella se vaya con el hombre, teniendo en su mente suicidarse. Pero Gaviota decide finalmente quedarse con su novio que ahora la necesita.

## Reparto
- María Antonieta Pons ... Gaviota / Bárbara
- Joaquín Cordero ... Antonio
- Dagoberto Rodríguez ... Don Carlos
- José Elías Moreno ... Don Tomás
- Arturo Martínez ... Macario
- Rosario Gálvez ... Leonor
- Kiko Mendive ... Intervención musical

## Comentarios
Primera cinta a color en la filmografía de la rumbera cubana María Antonieta Pons.